# Christian Friedrich Schwägrichen
Christian Friedrich Schwägrichen (* 16. September 1775 in Leipzig; † 2. Mai 1853 ebenda) war ein deutscher Botaniker und Bryologe. Sein offizielles botanisches Autorenkürzel lautet „Schwägr.“

## Leben und Wirken
Christian Friedrich Schwägrichen entstammt einer in Leipzig ansässigen Kaufmannsfamilie. Er ging dort zur Schule und besuchte die Universität Leipzig. 1798 wurde er Magister; er promovierte und habilitierte sich 1799 als Mediziner bei Johannes Hedwig. Von 1801 bis 1803 war er Privatdozent für Botanik an der Medizinischen Fakultät der Universität Leipzig, von 1803 bis 1815 Professor für Naturgeschichte an der Philosophischen Fakultät der Universität Leipzig und, anfangs überlappend, von 1807 bis 1852 Professor für Botanik an der Medizinischen Fakultät. 1815 übernahm er die ordentliche Professur für Naturgeschichte an der Philosophischen Fakultät der Universität Leipzig. 1807 war er Direktor des Botanischen Gartens geworden. Als ihm nach 1814 sein Bruder den benachbarten Garten (Schwägrichens Garten) übereignete, legte er diesen teilweise mit dem Botanischen Garten zusammen. 1837 übergab er die Leitung des Botanischen Gartens an Gustav Kunze; 1852 zog er sich von allen universitären Ämtern zurück. 1799 veröffentlichte er zwei Teile der Topographiae botanicae et entomologicae Lipsiensis specimen, denen er 1806 den Abschlussteil mit inzwischen neu gefundenen Arten folgen ließ. Er gab nach dessen Tod 1801 das Standardwerk der Bryologie von Johannes Hedwig heraus, das den nomenklatorischen Anfang für bis heute gültige Gattungsnamen bei Laub- und Lebermoosen setzte. Von 1811 bis 1814 erschienen drei Supplemente in sechs Bänden, in denen Schwägrichen mit 300 kolorierten Tafeln weitere Moose beschrieb. 1830 übernahm er es, in der von Carl Ludwig Willdenow bearbeiteten vierten Auflage von Carl von Linnés Species Plantarum die Moose fertig zu bearbeiten.
1853 stürzte er eine Treppe hinab und starb an den Unfallfolgen. Er wurde auf dem Alten Johannisfriedhof beerdigt und von dort 1889 in das neue Erbbegräbnis der Familie (Nr. 74) in die IX. Abteilung des Neuen Johannisfriedhofs überführt. Einer seiner bekanntesten Schüler war der Amerikaforscher und Botaniker Eduard Friedrich Poeppig.

## Ehrungen
Seit 1808 war er korrespondierendes Mitglied der Bayerischen Akademie der Wissenschaften. Schwägrichen war Ehrenmitglied der Medizinischen Gesellschaft zu Leipzig und wurde am 1. Juli 1846 zum Gründungsmitglied der Sächsischen Akademie der Wissenschaften gewählt. Nach ihm ist die Schwägrichenstraße im Musikviertel in Leipzig benannt. 1818 wurde er in die Deutsche Akademie der Naturforscher Leopoldina aufgenommen.

## Dedikationsnamen
Kurt Sprengel benannte 1815 die Gattung Schwaegrichenia aus der Familie Haemodoraceae zu Ehren von Christian Friedrich Schwägrichen. Heinrich Gottlieb Ludwig Reichenbach stellte 1828 in den Balsambaumgewächsen eine gleichnamige Gattung auf.

## Werke (Auswahl)
- Leitfaden zum Unterrichte in der Naturgeschichte für Schulen, 2. Bde., Leipzig 1803.
- Topographiae botanicae et entomologicae Lipsiensis, 4 Bde., 1799–1806.
- Anleitung zum Studium der Botanik, Leipzig 1806.
- Historiae Muscorum hepaticorum prodromus, Leipzig 1814.